# لوییزا می الکات
لوییزا می الکات (به انگلیسی: Louisa May Alcott) (زاده ۲۹ نوامبر ۱۸۳۲ - درگذشته ۶ مارس ۱۸۸۸) رمان‌نویس آمریکایی است که به سبب رمان‌های زنان کوچک، مردان کوچک و پسران جو و همسران خوب مشهور است.
زنان کوچک حول موضوعات خانه خانواده الکات، ارکارد هوس در کنکورد، ماساچوست نوشته شده که بر مبنای زندگی واقعی نویسنده و سه خواهرش است.
شخصیت های داستان زنان کوچک در حقیقت پرتویی از زندگی واقعی او و سه خواهرش است . شخصیت مارگارت یا مگ مارچ در اصل خواهر بزرگ تر او، آنا آلکوت پرت است . جوزفین یا جو مارچ خود لوییزا می باشد و الیزابت یا بت مارچ در حقیقت خواهر کوچکش، الیزابت سووال آلکوت است که در سن بیست و دو سالگی در گذشت و آز آنجا که لوییزا به او بسیار علاقه داشت نامش را در رمان زنان کوچک تغییر نداد . ایمی مارچ هم کوچکترین خواهر او یعنی ابی می آلکوت می باشد .
ویژگی های مادر چهار خواهر مارچ به شدت شبیه به مادر خود لوییزا ، ابیگل می آلکوت است و شخصیت پدر این چهار خواهر بر پایه شخصیت پدر لوییزا و سه خواهرش یعنی آموس برانسون آلکوت ( فیلسوف و معلم معروف ) بنا شده است .